# Villasimius
Villasimius (sardinsky: Crabonàxa) je italská obec (comune) v provincii Sud Sardegna v regionu Sardinie. Nachází se ve výšce 49 metrů nad mořem a žije zde přibližně 3 700 obyvatel. Rozloha obce je 57,97 km².